# Дигидроэрготамин
Дигидроэрготамин (Dihydroergotaminum, ДГЭ) — алкалоид спорыньи, используемый для лечения мигрени. Дигидроэрготамин является производным эрготамина. Лекарственное средство выпускается в виде метансульфоната (мезилата). Он применяется в виде назального спрея или инъекции и имеет эффективность, аналогичную эффективности суматриптана. Тошнота является распространенным побочным эффектом.
Он действует аналогично триптанам, действуя как агонист серотониновых рецепторов и вызывая вазоконстрикцию внутричерепных кровеносных сосудов, но также централизованно взаимодействует с дофаминовыми и адренергическими рецепторами. Он может быть использован для лечения острой непреодолимой головной боли или отказа от анальгетиков.

## Применение в медицине
Подкожные и внутримышечные инъекции, как правило, более эффективны, чем назальный спрей, и пациенты могут принимать их самостоятельно. Внутривенная инъекция считается очень эффективной при тяжелой мигрени или мигренозном статусе. Дигидроэрготамин также используется для лечения головной боли при чрезмерном использовании лекарств.

## Побочные эффекты
При приёме препарата внутрь возможны тошнота, рвота, слабость, сонливость, в редких случаях — парестезии, понос. При парентеральном введении и повышенной чувствительности следует учитывать возможность коллаптоидной реакции. После внутримышечных инъекций больной должен находиться некоторое время в лежачем положении. Тошнота является распространенным побочным эффектом внутривенного введения и реже встречается при других режимах. Противорвотные средства могут быть даны до дигидроэрготамина, чтобы противодействовать тошноте. Риски и противопоказания аналогичны триптанам. Дигидроэрготамин и триптаны никогда не следует принимать в течение 24 часов друг от друга из-за возможного спазма коронарных артерий. Дигидроэрготамин не вызывает зависимости.

## Механизм действия
Основным фармакологическим свойством препарата является aльфа-адреноблокирующая активность, распространяющаяся на α1- и α2-адренорецепторы. Антимигреневая активность дигидроэрготамина обусловлена его действием в качестве агониста рецепторов серотонина 5-HT1B, 5-HT1D и 5-HT1F. Он также взаимодействует с  дофаминовыми рецепторами. 

## Показания к применению
Применяют главным образом при мигрени, при болезни Рейно и при других нарушениях периферического кровообращения.

## Форма выпуска
Выпускается для приёма внутрь в виде раствора, содержащего в 1 мл 0,002 г (2 мг) дигидроэрготамина метансульфоната, а также в виде таблеток, содержащих 0,0025 г (2,5 мг) препарата, и для инъекций в ампулах по 1 мл, содержащих 0,001 г (1 мг) препарата.

## Режим дозирования
Принимают обычно внутрь по 10-20 капель (в 1/2 стакана воды) 1-3 раза в день. При тяжёлых формах мигрени вводят сразу после первых признаков 1 мл внутримышечно, а при необходимости вводят в той же дозе повторно. Для профилактики мигрени и головной боли сосудистого генеза принимают утром и вечером по 1 таблетке (2,5 мг) или по 20 капель 0,2 % раствора (2 мг) 2-3 раза в день. Оптимальную дозу подбирают индивидуально.

## Противопоказания
Препарат противопоказан при гипотензии, выраженном атеросклерозе, органических поражениях сердца, стенокардии, при нарушениях функций печени и почек, в старческом возрасте, а также при беременности и грудном вскармливании ребёнка.

## История
Дигидроэрготамин (ДГЭ) — это полусинтетическая форма эрготамина, одобренная в США в 1946 году.

## Общество и культура

### Доступность
Биодоступность при пероральном приеме плохая, и она недоступна в пероральной форме в США. ДГЭ выпускается в виде назального спрея и в ампулах для подкожных, внутримышечных и внутривенных инъекций. Эффективность варьирует в форме спрея для носа с биодоступностью 32 % от инъекционного введения.

### Европейский Союз
В 2013 году Комитет Европейского лекарственного агентства по лекарственным средствам для человека (CHMP) рекомендовал, чтобы лекарства, содержащие производные спорыньи, больше не использовались для лечения ряда состояний, связанных с проблемами с памятью, ощущением или кровообращением, или для предотвращения мигрени из-за риска (повышенный риск фиброза и эрготизма), как сообщается, выше, чем польза по этим показаниям.

## Синонимы
Дитамин, Клавигренин, Agit, Angionorm, Clavigrenin, Cornhidral; DH-Ergotamin, Diergotan, Diidergot, Dihydergot, Dihydroergotamine mesilate, Dihytamin, Ditamin, Ergomimet, Ergovasan, Ikaran, Migretil, Migrifen, Tonopress, Vasogin, Verteblan и др.